# سقوط هواپیمای دی‌سی-۳ (۱۳۳۱)
سقوط هواپیمای دی‌سی-۳، سانحه‌ای بود که در ۴ دی ۱۳۳۱ برای هواپیمای مدل دی‌سی-۳ متعلق به شرکت هواپیمایی ایران که از مبدأ فرودگاه شیراز به مقصد فرودگاه مهرآباد، تهران در حال پرواز بود، رخ داد و منجر به مرگ ۲۴ نفر از ۲۶ سرنشین این هواپیما شد. این سانحه نخستین حادثه در تاریخ هوانوردی ایران است که در آن اکثر سرنشینان یک هواپیمای تجاری کشته شدند. این حادثه و چند حادثهٔ دیگر بین سال‌های ۱۳۲۷ تا ۱۳۳۱ و همچنین نیاز کشور به یک شرکت هواپیمایی دولتی، موجب شد تا شرکت سهامی هواپیمایی ایران توسط دولت مصدق در هواپیمایی ملی ایران ادغام شود.

## مشخصات هواپیما
هواپیمای سانحه‌دیده یک هواپیمای داگلاس دی‌سی-۳ مدل C-47A-35-DL Skytrain بود که در ایران به داکوتا مشهور است. این هواپیما در سال ۱۹۴۲ با شماره سریال ۰۹۶۹۲ در شرکت هواپیماسازی داگلاس، در لانگ بیچ، کالیفرنیا تولید شده بود.
این هواپیما ابتدا در اختیار نیروی هوایی ایالات متحده قرار گرفت و بعد به نیروی هوایی بریتانیا سپرده شد. سپس توسط شرکت سهامی هواپیمایی ایران با رجیستر EP-ACJ به خدمت گرفته شد.
براساس آنچه در روزنامه اطلاعات (۸ دی ۱۳۳۱) آمده‌است، قیمت هر دستگاه هواپیمای داکوتا دی‌سی-۳، در زمان حادثه حدود ۳۰۰ هزار تومان برآورد شده‌است. اما مسئولان وزارت راه در آن زمان، ارزش هواپیمای سقوط کرده را ۷۰۰ هزار تومان اعلام کردند.

## شرح حادثه
هواپیمای دی‌سی-۳ متعلق به شرکت هواپیمایی ایران صبح روز پنجشنبه ۴ دی ۱۳۳۱ (۲۵ دسامبر ۱۹۵۲) از تهران به اصفهان پرواز کرد. از آن‌جا به آبادان پرواز رفت و سپس ساعت ۱۳:۳۰ به شیراز رسید. این هواپیما که در تمام این شهرها تعدادی مسافرگیری انجام‌داده بود در چهارمین پرواز برنامه‌ریزی‌شدهٔ خود در ساعت ۱۴:۲۰ دقیقه از شیراز عازم تهران شد. گفته می‌شود این هواپیما در مجموعِ عملیات پروازی خود تأخیر داشته‌است.
در پایان مسیر شیراز به تهران، در هنگام نزدیک‌شدن هواپیما به فرودگاه مهرآباد، مه غلیظی شهر تهران را فرامی‌گیرد. به‌طوری که گفته می‌شود دید افقی به کمتر از ۲ متر می‌رسد. به این دلیل هواپیما در هنگام فرود باند را پیدا نمی‌کند و موفق به فرود نمی‌شود. کارکنان فرودگاه در این زمان تلاش می‌کنند با روشن‌کردن آتش، باند را برای خلبان نمایان کنند اما این اقدام موفقیت‌آمیز نبوده‌است.
براساس گزارش سازمان بین‌المللی هوانوردی، مراقبت پرواز فرودگاه مهرآباد پس از وقوع مه غلیظ دستور تغییر مسیر هواپیما به سمت فرودگاه اصفهان را صادر می‌کند؛ اما خلبان پاسخ می‌دهد که ذخیرهٔ سوخت هواپیما برای طی این مسیر کافی نیست.
سرانجام در آخرین تقرب به فرودگاه در ساعت ۱۷:۱۵ دقیقه بعد از ظهر، هواپیما سقوط می‌کند.

## محل سقوط
هواپیمای مذکور در فاصله حدود ۷ کیلومتری فرودگاه مهرآباد، در نزدیکی قریه یافت‌آباد، سقوط کرد.

## علل حادثه
در خبرهایی که در تاریخ ۶ دی ۱۳۳۱ در روزنامه‌های کشور منتشر شدند، وزارت راه علت سانحه را وجود «مه غلیظ بی‌سابقه آنی در فضای شهر تهران» اعلام کرد. همچنین کمبود سوخت دلیل دیگر این حادثه بود چرا که هواپیما نمی‌توانست با مقدار سوخت خود به سمت فرودگاه دیگری پرواز کند.
در خاطرات بهرام مؤمنی، رئیس پیشین بازرسی اداره فنی هواپیمایی کشور و مسئول رسیدگی به سوانح هوایی، آمده‌است: «هواپیما قرار بود ساعت هفت به زمین بنشیند و چون باند فرودگاه را مه غلیظی پوشانده بود که حتی ۲ متری را هم نمی‌شد دید، چندین مرتبه برای نشستن روی باند از روی فرودگاه عبور کرد و کارکنان شرکت هواپیمایی با سوزاندن مقداری نفت و بنزین در بشکه‌های بزرگ که اطراف باند قرار داده بودند، هر چه تلاش کردند که باند فرود را روشن کنند تا خلبان بتواند آن را ببیند میسر نشد. و دفعه آخری که خیلی به باند نزدیک شد تا فرود آید، چرخ‌هایش باز نبود و همان دور زدن باعث برخورد هواپیما به زمین شد و تمامی سرنشینان هواپیما بجز یک نفر که با صندلی خود از هواپیما کنده شد و به بیرون پرتاب شده بود، جان خود را از دست دادند.»
هواپیما پس از سقوط به‌کلی متلاشی شده و دچار آتش‌سوزی می‌شود. به‌گفته مؤمنی «علت برخورد هواپیما به زمین تا حدودی معلوم و معین بود و نقص فنی وجود نداشت بلکه نقص راهنمایی و نبودن وسایل مخابراتی و ناوبری بود که هواپیما نتوانست باند فرودگاه را پیدا کند، لذا پرونده بسته شد.»

## سرنشینان

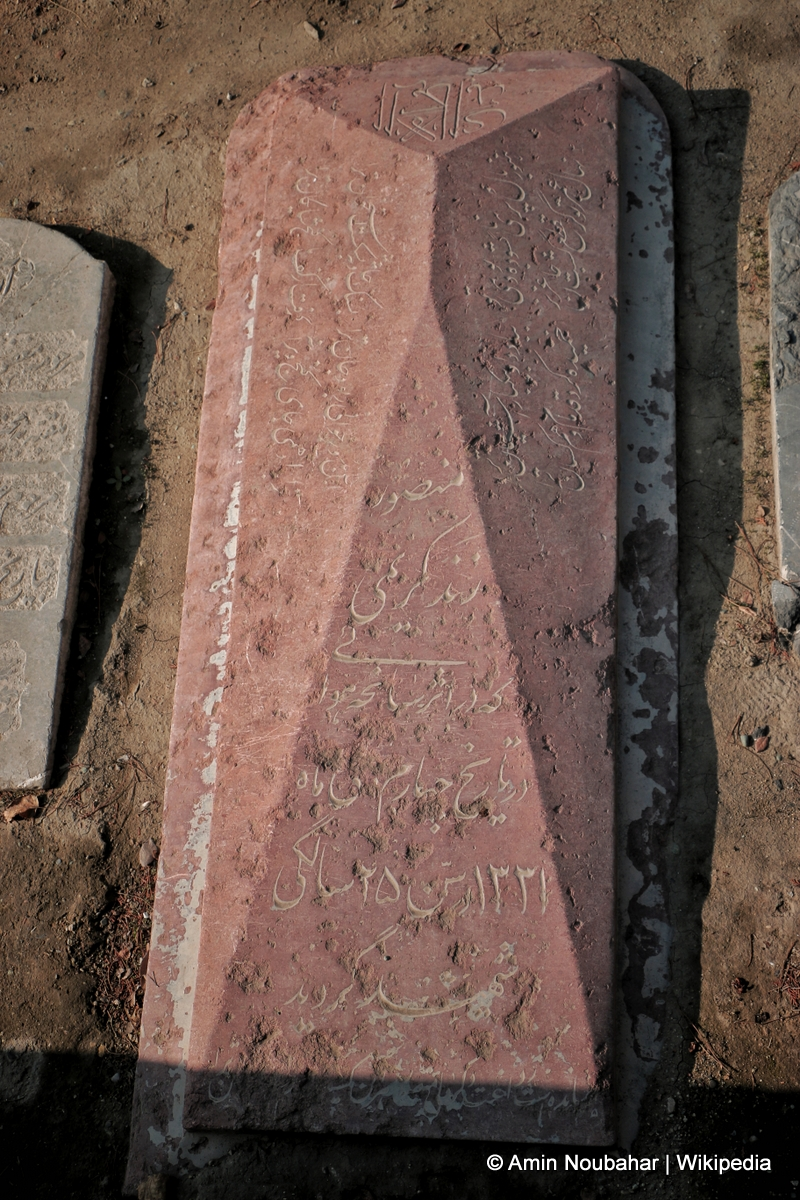
قبر منصور زندکریمی، یکی از مسافران این پرواز که روی آن به تاریخ حادثه اشاره شده‌است. این قبر در گورستان ابن‌بابویه، در نزدیکی آرامگاه کشته‌شدگان قیام ۳۰ تیر قرار دارد.

در آمار سرنشینان هواپیما در منابع مختلف اختلاف وجود دارد. روزنامه اطلاعات و روزنامه کیهان دو روز پس از حادثه تعداد کل سرنشینان را ۲۵ نفر اعلام کردند. اما برخی منابع ۲۶ نفر و ایکائو ۲۷ نفر ذکر کرده‌است.
مسافران در شهرهای آبادان (۳ نفر)، اصفهان (۹ نفر) و شیراز (۱۴ نفر) سوار هواپیما شده بودند. هواپیما دارای ۵ خدمهٔ پروازی بود که خلبان پرواز ستوان‌یکم زنجانی نام داشت.
کریم ساعی، چهرهٔ سرشناسی بود که در این سانحه جان باخت.
روزنامه اطلاعات (۶ دی ۱۳۳۱) نوشت که در بین مسافران ۲ سرنشین زنده مانده‌اند. این روزنامه نام یکی از این دو نفر را، سیدحسین عدل، ذکر می‌کند و می‌نویسد: «آقای سیدحسین عدل برادر مرحوم مصطفی عدل تنها فرد سلامتی است که اکنون در بیمارستان پانصد تختخوابی به سر می‌برد. امروز از کلیه قسمت‌های بدن وی عکس‌برداری شد و معلوم گردید که کمترین اثر شکستگی در بدن ایشان وجود ندارد.» نام بازماندهٔ دیگر نیز «مهندس خزاینی» عنوان شده‌است.

## حواشی و پیامدها

### تأسیس هواپیمایی ملی ایران
این سانحه در واقع سومین سانحه از هواپیماهای دی‌سی-۳ در ایران بود اما با توجه به تعداد تلفات موجب توجه جدی قرار گرفت. تا آن زمان این سانحه بزرگ‌ترین سانحهٔ هواپیماهای تجاری در تاریخ ایران به‌شمار می‌آمد و از این حیث قابل توجه بود. به‌طوری‌که پس از سانحه دولت محمد مصدق تصمیم گرفت پروازهای شرکت سهامی هواپیمایی ایران را به‌مدت حدود ۴۰ روز متوقف کند تا این موضوع مورد رسیدگی دقیق قرار گیرد.
از سوی دیگر دولت ایران در آن زمان متوجه شده بود که نقش محوری در حمل‌ونقل هوایی شرق و غرب جهان را بازی کند. بنابراین پس از این سانحه، نیاز به تأسیس یک شرکت هوایی دولتی بیش از پیش در ایران احساس شد. در این زمان دو شرکت هواپیمایی ایران و هواپیمایی پارس در ایران فعال بودند اما نمی‌توانستند نیاز روز کشور به حمل‌ونقل هوایی را برطرف کنند. مجموعهٔ این رخدادها موجب شد تا دولت در ۵ اسفند ۱۳۴۰ هواپیمایی ملی ایران را با سرمایه ۱۷ میلیون تومان تأسیس کند. هواپیمایی ملی ایران سپس شرکت هواپیمایی ایران را خریداری کرد.

### کشف حجم زیادی اسکناس در محل سقوط
در محل سقوط این هواپیما، تعداد اسکناس‌های ۱۰ و ۲۰ تومانی کشف شد. چند روز بعد مشخص شد که اسکناس‌ها ۵۰۰ هزارتومان و متعلق به یکی از صراف‌های شیراز بوده‌اند. روزنامه کیهان دو روز پس از حادثه در گزارش خود نوشته‌است: «حاج علی آقای انتظاری رحیم‌زاده صراف به دادگستری مراجعه کرده و اظهار داشته‌است اسکناس‌هایی که در داخل هواپیما بوده به‌عنوان ایشان ارسال شده و مرحوم پرهیزکار حامل آن بوده‌است. وی گفته‌است این اسکناس‌ها که مبلغ ۵۰۰ هزار تومان بوده، آقای رجب علی هوایی صراف از شیراز برای ایشان فرستاده‌است.»

### مرگ کریم ساعی

کریم ساعی، یکی از جان‌باختگان پرواز

کریم ساعی، رئیس وقت سازمان سرجنگل‌داری کشور و بنیان‌گذار پارک ساعی، چهرهٔ سرشناسی بود که در این حادثه جان باخت. گفته می‌شود ساعی مسافر این پرواز نبوده و در آخرین فرصت خود را به فرودگاه می‌رساند و از یکی از مسافران می‌خواهد تا صندلی‌اش را به او بسپارد و در عوض آن مسافر با هزینهٔ ساعی یک شب در شیراز اقامت داشته باشد. ساعی برای انجام یک دیدار رسمی با یک هیئت خارجی به تهران سفر می‌کرد و از این جهت به بلیط این پرواز نیاز داشت. پس از حادثه رادیو با قطع برنامه‌های خود اعلام کرد: «هواپیمای حامل تعداد زیادی از هموطنان که از شیراز به تهران در حرکت بود، سقوط کرده و تمام مسافران از جمله مهندس ساعی رئیس سازمان سرجنگل‌داری کشور و بنیانگذار بسیاری از پارک‌ها، باغ‌ها و جنگل‌های کشور کشته شده‌اند.»

## یادداشت
1. ↑  به دلیل چندمسیره بودن این پرواز، برخی منابع به‌اشتباه مبدأ پرواز را اصفهان یا آبادان نوشته‌اند.